# Vị Thủy (huyện)
Vị Thủy là một huyện cũ thuộc tỉnh Hậu Giang cũ, Việt Nam.

## Địa lý
Huyện Vị Thủy có vị trí địa lý:
- Phía đông giáp huyện Phụng Hiệp
- Phía tây giáp thành phố Vị Thanh và huyện Giồng Riềng, tỉnh Kiên Giang
- Phía nam giáp thị xã Long Mỹ và huyện Long Mỹ
- Phía bắc giáp huyện Châu Thành A.

## Hành chính
Huyện Vị Thủy có 10 đơn vị hành chính cấp xã trực thuộc, bao gồm thị trấn Nàng Mau (huyện lỵ) và 9 xã: Vị Bình, Vị Đông, Vị Thắng, Vị Thanh, Vị Thủy, Vị Trung, Vĩnh Thuận Tây, Vĩnh Trung, Vĩnh Tường.
| TT. Nàng Mau X. Vị Bình X. Vị Thanh X. Vị Đông X. Vị Trung X. Vị Thủy X. Vĩnh Thuận Tây X. Vị Thắng X. Vĩnh Tường X. Vĩnh Trung T. Kiên Giang H. Châu Thành A H. Phụng Hiệp TX. Long Mỹ H. Long Mỹ TP. Vị Thanh Bản đồ hành chính huyện Vị Thủy, tỉnh Hậu Giang |

## Lịch sử
Ngày 1 tháng 7 năm 1999, Chính phủ ban hành Nghị định số 45/1999/NĐ-CP về việc:
- Thành lập thị xã Vị Thanh thuộc tỉnh Cần Thơ trên cơ sở toàn bộ diện tích và dân số của thị trấn Vị Thanh, xã Vị Tân, xã Hỏa Lựu, xã Hỏa Tiến, 438 ha diện tích tự nhiên và 6.326 nhân khẩu của xã Vị Đông, huyện Vị Thanh.
- Sau khi điều chỉnh địa giới hành chính, huyện Vị Thanh còn lại 20.849,65 ha diện tích tự nhiên và 85.342 nhân khẩu và được đổi tên thành huyện Vị Thủy thuộc huyện tỉnh Cần Thơ.
- Chuyển toàn bộ 2.321,49 ha diện tích tự nhiên và 9.796 nhân khẩu của xã Vị Thắng thuộc huyện Long Mỹ về huyện Vị Thủy quản lý.
- Thành lập thị trấn Nàng Mau trên cơ sở 420 ha diện tích tự nhiên và 3.803 nhân khẩu của xã Vị Thủy; 204 ha diện tích tự nhiên và 1.819 nhân khẩu của xã Vị Thắng.
- Thành lập xã Vị Bình trên cơ sở 2.108,52 ha diện tích tự nhiên và 8.252 nhân khẩu của xã Vị Thanh.
- Thành lập xã Vị Trung trên cơ sở 2.141,73 ha diện tích tự nhiên và 8.299 nhân khẩu của xã Vị Thủy.

Sau khi thành lập, huyện Vị Thủy có 23.171,04 ha diện tích tự nhiên và 95.138 nhân khẩu; có 10 đơn vị hành chính cấp xã trực thuộc, bao gồm thị trấn Nàng Mau và 9 xã: Vị Bình, Vị Đông, Vị Thanh, Vị Thủy, Vị Thắng, Vị Trung, Vĩnh Thuận Tây, Vĩnh Trung, Vĩnh Tường.
Ngày 26 tháng 11 năm 2003, Quốc hội ban hành Nghị quyết số 22/2003/QH11 về việc chia tỉnh Cần Thơ thành thành phố Cần Thơ trực thuộc trung ương và tỉnh Hậu Giang.
Huyện Vị Thủy thuộc tỉnh Hậu Giang, bao gồm 1 thị trấn và 9 xã.
Ngày 12 tháng 6 năm 2025, Quốc hội ban hành Nghị quyết số 202/2025/QH15 về việc sắp xếp đơn vị hành chính cấp tỉnh (nghị quyết có hiệu lực từ ngày 12 tháng 6 năm 2025). Theo đó, sáp nhập tỉnh Hậu Giang và tỉnh Sóc Trăng vào thành phố Cần Thơ.
Ngày 16 tháng 6 năm 2025, Quốc hội ban hành Nghị quyết số 203/2025/QH15 về việc Sửa đổi, bổ sung một số điều của Hiến pháp nước Cộng hòa xã hội chủ nghĩa Việt Nam. Theo đó, kết thúc hoạt động của đơn vị hành chính cấp huyện trong cả nước từ ngày 1 tháng 7 năm 2025.

## Kinh tế
Huyện Vị Thủy có thế mạnh là sản xuất nông nghiệp với những vùng lúa chất lượng cao. Ở đây còn có giống cá thác lác nổi tiếng của Nam Bộ.

## Dân số
Huyện Long Mỹ có dân số ngày 1/4/2019 là 90.126 người.
Huyện Long Mỹ có diện tích 229,32 km², dân số năm 2022 là 89.848 người, mật độ dân số đạt 392 người/km².
Huyện Long Mỹ có diện tích 229,32 km², dân số quy đổi tính đến ngày 31/12/2024 là 129.856 người, mật độ dân số đạt 566 người/km².

## Giao thông
Có quốc lộ 61, quốc lộ 61C và đường cao tốc Cần Thơ – Cà Mau đi qua.

## Hình ảnh

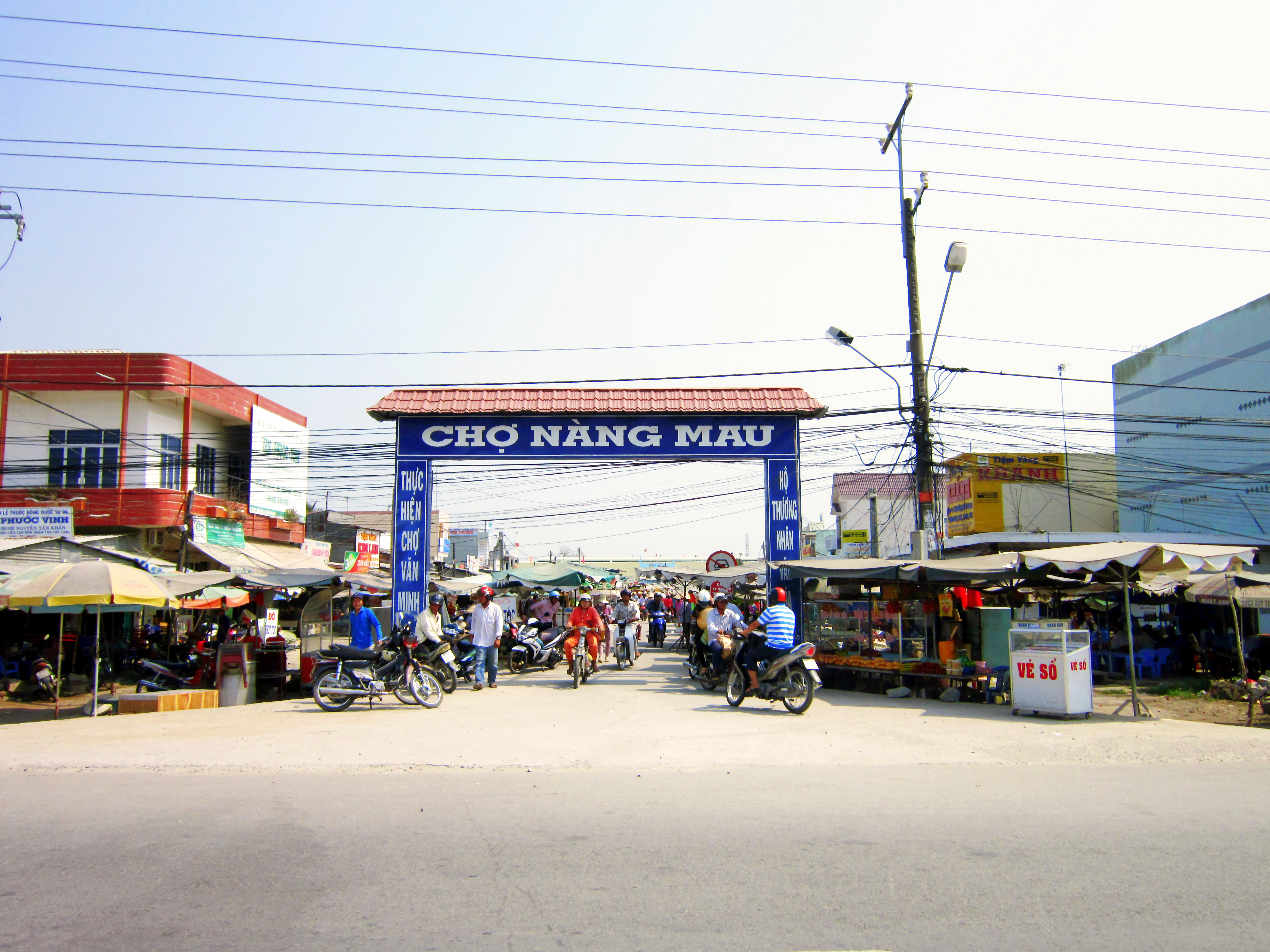
Chợ thị trấn Nàng Mau
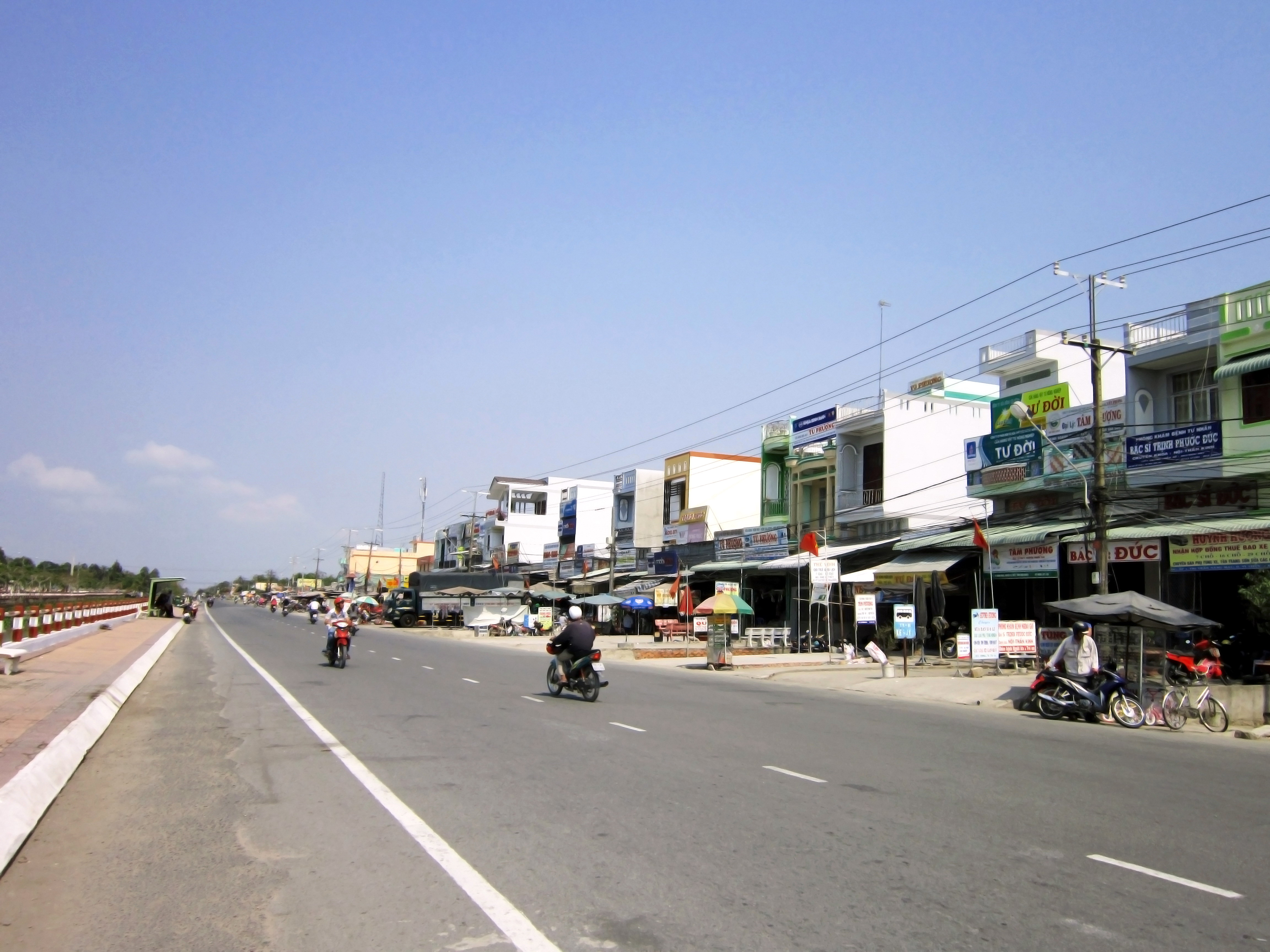
Trên Quốc lộ 61, đoạn đi qua thị trấn Nàng Mau
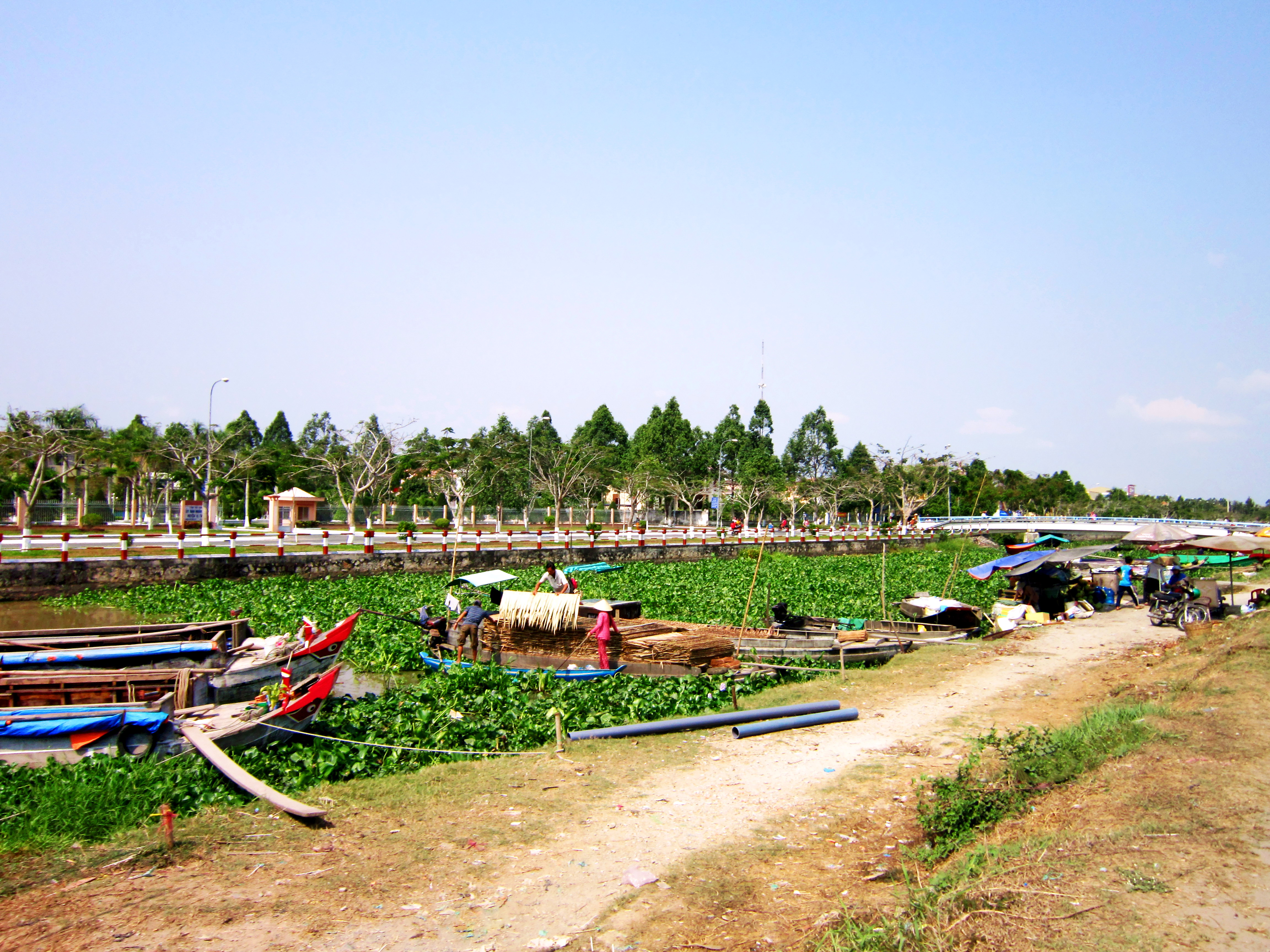
Bến tàu hàng ở khu chợ thị trấn Nàng Mau